# 정신옹주 (중종)
정신옹주(靜愼翁主, 1526년 11월 19일(음력 10월 5일) ~ 1552년 5월 19일(음력 4월 16일))은 조선의 왕족으로 중종(中宗)의 9녀이자 서6녀이며, 생모는 창빈 안씨(昌嬪 安氏)이다. 이름은 선환(善環)이다.

## 생애
1526년(중종 21년) 10월 5일, 중종과 당시 내명부 정5품이었던 상궁(尙宮) 안씨(安氏, 창빈 안씨)의 딸로 태어났다.
1533년(중종 28년), 정신옹주(靜愼翁主)로 책봉되었다. 1537년(중종 32년), 인수대비의 아버지인 한확의 6대손 청천위(淸川尉) 한경우(韓景祐)와 혼인하였다. 정신옹주는 4남 5녀를 두었으나 여럿이 요절하고 1남 3녀만 남았다.
1552년(명종 7년) 4월 16일, 졸하였다.

## 가족 관계
| - 조부 : 성종(成宗, 1457 ~ 1494) - 조모 : 정현왕후(貞顯王后, 1462 ~ 1530) - 부왕 : 중종(中宗, 1488 ~ 1544) - 외조부 : 안탄대(安坦大) - 외조모 : 증 정경부인 황씨(貞敬夫人 黃氏) - 생모 : 창빈 안씨(昌嬪 安氏, 1499 ~ 1549) - 오빠 : 영양군(永陽君) 이거(李岠, 1521 ~ 1561) - 남동생 : 덕흥대원군(德興大院君) 이초(李岹, 1530 ~ 1559) | - - 시아버지 : 한자(韓慈, 1500 ~ ?) - 시어머니 : 이균(李匀)의 딸 고성 이씨 - 부마 : 청천위(淸川尉) 한경우(韓景祐, 1522 ~ ?) - 장남 : 한진(韓璡, 1541 ~ ?) - 며느리 : 참찬(參贊) 조사수(趙士秀)의 딸 양주 조씨 - 손녀 : 한효순(韓孝順, 1560 ~ ?) - 장녀 : 한영숙(韓英淑, 1545 ~ ?) - 사위 : 함열 남궁씨 남궁식(南宮湜) - 외손녀 : 남궁효녀(南宮孝女, 1564 ~ ?) - 외손녀 : 남궁계녀(南宮季女, 1566 ~ ?) - 외손녀 : 남궁종녀(南宮終女, 1567 ~ ?) - 외손녀 : 남궁여인(南宮女仁, 1570 ~ ?) - 차녀 : 한견숙(韓堅淑, 1547 ~ ?) - 사위 : 원주 원씨 원호준(元虎俊) - 외손자 : 원종백(元宗伯, 1565 ~ ?) - 외손녀 : 원여일(元女一, 1566 ~ ?) - 외손자 : 원성집(元成集, 1568 ~ ?) - 3녀 : 한종숙(韓終淑, 1552 ~ ?) - 사위 : 전주 이씨 이호인(李好仁) - 외손자 : 이선립(李先立, 1571 ~ ?) - 외손자 : 이영립(李永立, 1577 ~ ?) - 외손자 : 이신립(李信立, 1580 ~ ?) - 외손녀 : 이의영(李義英, 1590 ~ ?) |